# محمدحسن صنوبر
محمد حسن صنوبر (زاده ۲۰ تیر ۱۳۶۸ در تهران) بازیکن والیبال اهل ایران است. او سابقه عضویت در تیم ملی والیبال ایران را دارد و در حال حاضر عضو تیم ملی الف ایران است. صنوبری با ۲۱۰ سانتی متر قد بلندقدترین بازیکن سوپر لیگ ایران است.
صنوبر سابقه حضور در تیم های نوجوانان برق تهران و پاس تهران، جوانان پیکان، آلومینیوم اراک، مقاومت سمنان، ارتعاشات صنعتی ایران، باریج اسانس کاشان، شهرداری تبریز، خاتم اردکان، راهیاب ملل مریوان را در کارنامه خود دارد. او در لیگ ۱۳۹۰ به عنوان بهترین مدافع میانی انتخاب شد و جزو بازیکن های سال قرار گرفتند.
صنوبر از دوران نوجوانی در اردوهای تیم ملی نوجوانان حضور یافت و زیر نظر ایوان بوگانیکوف( مربی پایه و تکنیک و استعدادیابی ) و علیرضا خوشرویی به یادگیری والیبال پرداخت  با توجه به فیزیک بدنی و پشتکاری که داشت نهایتا توانست در ورزش والیبال به موفقیت برسد و در تیم های باشگاهی و ملی فعالیت کند و حضور موثر داشته باشد.و الان به استعداد یابی بپردازد